# Battaglia di Liegi
La battaglia di Liegi si svolse durante le giornate iniziali della prima guerra mondiale, quando l'esercito tedesco invase il neutrale Belgio. Si svolse dal 5 al 16 agosto del 1914, quando si arrese l'ultimo dei forti a protezione della città.

## Le fortificazioni
La città belga di Liegi si trova alla confluenza dei fiumi Mosa ed Ourthe, con la foresta delle Ardenne a sud, e la città olandese di Maastricht a nord. La Mosa scorre in questo punto in una profonda valle, costituendo un ostacolo non da poco ad una forza di invasione.
Per rafforzare ulteriormente la posizione, nel XIX secolo venne realizzato un anello difensivo di dodici forti, in base ai metodi di fortificazione tedeschi dell'epoca, situati in un raggio di 6-10 chilometri dalla città. I forti si proteggevano reciprocamente con zone di fuoco incrociato, ed erano stati progettati in maniera tale che se uno di essi fosse caduto i due a lato avrebbero potuto comunque colpire una forza che intendesse avanzare attraverso la breccia.
Sei fortezze erano concepite come forti principali, avevano una pianta quadrangolare, ed erano circondate da un fossato con controscarpata e reticolati di filo spinato. La struttura, fuori terra solo in minima parte, era in cemento e sormontata da cupole in acciaio per l'osservazione e l'artiglieria. L'armamento era costituito da cannoni di vario calibro, da 57 a 210 mm, più le mitragliatrici; i pezzi erano montati entro cupole, di cui alcune mobili che venivano posizionate solo per il fuoco e quindi ritratte.
Alternati ai forti principali erano i forti secondari, a pianta triangolare, chiamati fortini; costruiti col medesimo criterio dei forti principali e destinati a difenderli dagli assalti di fanteria, erano armati con pezzi leggeri e mitragliatrici.
I forti erano collegati da gallerie ed ospitavano riserve di munizioni, viveri ed acqua per guarnigioni fino a ottanta uomini. Linee fortificate campali correvano su tutto il perimetro tra un forte e l'altro.
In totale i pezzi d'artiglieria tra leggeri e pesanti erano circa duecentocinquanta, sebbene ormai antiquati. Altri punti deboli erano la mancanza di pezzi d'artiglieria da campagna nello spazio fra una fortezza e l'altra e la scarsezza di truppe.

## Gli schieramenti

### Belgi
Il tenente generale Gérard Leman era stato destinato al comando del sistema fortificato di Liegi con l'ordine da parte del sovrano di resistere fino alla fine; aveva a sua disposizione la 3ª Divisione che comprendeva: quattro brigate miste, ognuna delle quali di due reggimenti di fanteria, un gruppo di artiglieria da campagna, una compagnia mitraglieri ed un plotone di gendarmi. Le truppe da fortezza erano al comando del maggior generale Janssen, e consistevano in quattro reggimenti di fanteria della riserva, ognuno dei quali su tre battaglioni.
La guarnigione di Liegi era costituita da un reggimento di artiglieria, al comando del colonnello Marcin, che contava dodici batterie, una per fortezza, per un totale di 78 pezzi pesanti. Quattro altre batterie della riserva furono formate in seguito alla mobilitazione. La difesa tra fortezza e fortezza era affidata a sei batterie di pezzi da 80 mm, tre di mortai da 87 mm, due di pezzi da 120 mm e tre di pezzi da 150 mm. La difesa della cittadella poggiava su tre batterie da 80 mm.
Il colonnello Lemiere comandava un battaglione di genieri, un battaglione di pontieri, una compagnia di telegrafisti e due di minatori. Parte della difesa era pure la guardia civica, per un totale di 27 ufficiali e 463 uomini. Esclusa quest'ultima le truppe da fortezza allineavano 8490 fucili e 180 cannoni pesanti. Il totale dei difensori contava 31990 fucili, 252 cannoni, 500 cavalieri e 30 mitragliatrici.

### Tedeschi
In accordo col Piano Schlieffen tre armate tedesche, 1ª, 2ª e 3ª, dovevano attraversare il Belgio e quindi puntare verso sud per accerchiare le forze francesi, facendo perno sulla fortezza di Metz. L'ala destra era costituita dalla 1ª Armata del generale von Kluck; avrebbe iniziato la sua marcia ad Aquisgrana. La 2ª Armata, al comando del generale von Bülow, doveva attendere al confine della provincia di Liegi; il suo compito era quello di assicurare le vie di comunicazione. La 3ª Armata doveva entrare in Francia attraverso il Lussemburgo.
L'avanguardia tedesca, che doveva aprire la via per la 1ª e la 2ª Armata, fu denominata “Armata della Mosa”, ed era comandata dal generale von Emmich. Comprendeva sei brigate di fanteria ciascuna composta da due reggimenti di fanti, un battaglione di esploratori, uno squadrone di cavalleria, un gruppo d'artiglieria con pezzi da 105 e 77 mm, una compagnia di pionieri. Inoltre l'armata schierava un corpo d'armata di cavalleria, due batterie di mortai 21 cm Mörser 10 da 210 mm, uno squadrone aereo, uno zeppelin da bombardamento. Il totale degli uomini era di 59800 con 35000 fucili, 100 mitragliatrici, 100 cannoni e 14000 cavalleggeri.

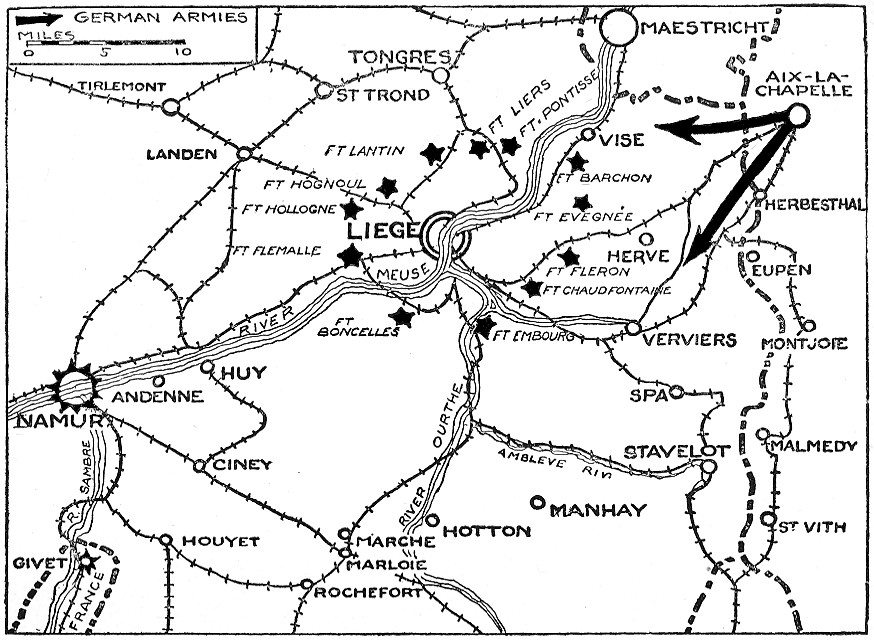
Fasi iniziali della battaglia; sono mostrate le direttrici d'avanzata delle due armate tedesche. Si noti la disposizione ad anello delle fortificazioni attorno alla città.

## L'assedio
Originariamente il Piano Schlieffen per l'invasione della Francia prevedeva l'invasione sia del Belgio che dell'Olanda; il pianeggiante territorio belga avrebbe consentito un comodo passaggio per la fanteria e l'artiglieria, al confronto del difficile e boscoso terreno della zona di confine più a sud, inoltre i tedeschi sapevano che la Francia non temeva un attacco proveniente dal neutrale Belgio, e per questo motivo non ne aveva fortificato la frontiera.
Tuttavia von Moltke apportò delle modifiche (in seguito rivelatesi fatali) al piano originale, riducendo le truppe d'invasione per rafforzare i restanti settori del fronte; ciò non consentì di invadere anche l'Olanda, e privò l'avanzata di importanti vie di comunicazione stradale e ferroviaria. La via per le pianure belghe era perciò obbligata a passare per la città fortificata di Liegi.
(von Moltke)
Le truppe al comando di von Emmich, cui era accanto anche Erich Ludendorff in qualità di osservatore, passarono il confine nel pomeriggio del 4 agosto 1914, poche ore dopo la dichiarazione di guerra. Avanzarono verso la Mosa, ma trovarono i ponti distrutti; riuscirono ad attraversarla il giorno successivo a Visé. La 3ª Divisione belga difendeva la città da trinceramenti allestiti in tutta fretta, tuttavia il 5 agosto riuscì a respingere la fanteria tedesca che tentava di infiltrarsi tra i forti. Anche un attacco contro Fort Barchon fu respinto con gravi perdite tedesche.
Si svolse quindi uno dei primi attacchi aerei della storia, con uno Zeppelin inviato a bombardare la città. Nel frattempo la cavalleria mosse da Visè verso sud per effettuare una manovra di accerchiamento. Con la prospettiva di un attacco immediato da più lati, Leman ordinò alla 3ª Divisione di ritirarsi dalla città e riunirsi al resto dell'esercito belga più ad ovest. Ludendorff prese quindi il comando della 14ª Brigata, che era riuscita ad infiltrarsi tra i forti, ed il giorno 7 riuscì a catturare la città.
Tuttavia l'anello dei forti continuava a rimanere intatto, e bloccava di fatto l'avanzata impedendo l'uso delle linee ferroviarie. Particolarmente importante era la linea che attraversava il Plateau d'Herve, da cui dovevano provenire i rifornimenti tedeschi, difesa dai forti Barchon, Fleron ed Evegnee, che furono quindi i primi ad essere attaccati. Fort Barchon si arrese il giorno 8, Fort Evegnee il giorno 10; Fort Fleron fu messo fuori uso quando il meccanismo di movimento della cupola fu distrutto da un'esplosione,
Nel complesso il sistema fortificato riuscì a far fronte ai costanti assalti e bombardamenti da parte delle truppe tedesche, e contribuì a rallentare l'avanzata. I tedeschi decisero quindi per sbloccare in fretta la situazione di far intervenire l'artiglieria d'assedio, tra cui il mortaio Krupp Morser L/14, o Gamma M, detto Grande Berta, da 420mm, ed alcuni cannoni austriaci Skoda da 305mm.
I pezzi arrivarono per ferrovia il giorno 11 ed iniziarono il bombardamento il giorno successivo. I forti vennero bombardati uno ad uno da più direzioni: i forti Pontisse, Embourg, e Chaudfontaine caddero il giorno successivo; Fort Fleron (come pure Fort Liers) cadde il giorno 14, dopo aver ricevuto 3000 colpi in dodici ore. Il giorno 15 si arresero i forti Boncelles, Latin e Loncin, dove lo stesso Leman venne fatto prigioniero. Gli ultimi due forti, Flemalle e Hollogne, si arresero il 16 e il 17.

## Sviluppi successivi
L'Armata della Mosa fu sciolta ed integrata nelle armate 1ª e 2ª. Il generale von Emmich prese il comando del X Corpo d'armata. Il giorno 16 fu presa la cittadella di Huy, aprendo ai tedeschi la valle della Mosa sino in Olanda. Von Kluck e Von Bulow furono così in grado di attraversare il Belgio in direzione di Parigi.
La tenace resistenza di Liegi rallentò la tabella di marcia tedesca di alcuni giorni, guadagnando tempo prezioso per gli Alleati: il Corpo di Spedizione Britannico ebbe tempo di sbarcare a Boulogne e concentrarsi a Maubeuge per il giorno 14, la 5ª Armata francese mosse a nordovest verso la frontiera belga, mentre due corpi d'armata della 2ª Armata venivano richiamati dal Nord Africa.
I comandanti tedeschi tuttavia ne sminuirono l'importanza in tal senso, affermando che il loro esercito stava ancora schierandosi. Innegabilmente servì al morale delle forze alleate, e la Francia avrebbe in seguito conferito la Legion d'Onore alla città per il suo valore.